# Swynnerton
Swynnerton is een civil parish in het bestuurlijke gebied Stafford, in het Engelse graafschap Staffordshire. In 2001 telde het dorp 4233 inwoners. Swynnerton komt in het Domesday Book (1086) voor als 'Sulvertone'.